# Božja volja
Božja volja ili Božji plan je koncept Božjeg plana za čovječanstvo i njegovo ispunjenje.

## Opći pojmovi
- Božji zakon – zakon koji, prema vjerskim uvjerenjima, dolazi izravno od Božje volje, za razliku od umjetnih zakona.
- Božja volja – volja Boga, za razliku od ljudske volje.
- Božja providnost – Božji zahvat u svijetu.
- Spasenje – koncept koji govori, da je Božja volja spas ljudi od grijeha i vječne smrti.
- Eshatologija – budućnost planirana od Boga.

## Tumačenja
Jedan opći monoteistički koncept je Kraljevstvo Božje, s Bogom kao nebeskim kraljem, i sa svim "stvorenjima" kao njegovim kraljevstvom. Unutar ovog kraljevstva, djeca Božja pronalaze spas kroz prihvaćanje Božje volje. "Plod je pak Duha: ljubav, radost, mir, velikodušnost, uslužnost, dobrota, vjernost, blagost, uzdržljivost. Protiv tih nema zakona (Gal 5,22-23)".
Biblija je otkrivena Božja volja. U njoj se na puno mjesta govori o Božjoj volji, npr.: "To je dobro i ugodno pred Spasiteljem našim Bogom, koji hoće da se svi ljudi spase i dođu do spoznanja istine (1 Tim 2,3-4)." Ponekad je Božja volja da prođemo kroz teška razdoblja, čak i kroz trpljenje: "Ta uspješnije je trpjeti, ako je to Božja volja, čineći dobro, nego čineći zlo (1 Pet 3,17)." Božja volja odnosi se na stvari koje treba činiti, a ne samo da nešto treba znati, vjerovati ili priznati. Bog želi da ljudi poznaju Njegovu volju pa ju je Isus i objavio. Božja volja je, da ljudi poštuju spolnost: "Doista, ovo je volja Božja: vaše posvećenje - da se uzdržavate od bludnosti, da svatko od vas zna svoje tijelo posjedovati u svetosti i poštovanju, a ne u pohotnoj strasti kao pogani koji ne poznaju Boga (1 Sol 4,3-7)". Božja volja je i poslušnost iz slobodne volje: "Doista, ovo je Božja volja: da čineći dobro ušutkate neznanje bezumnika. Kao slobodni ljudi - ali ne kao oni kojima je sloboda tek pokrivalom zloće, već kao Božje sluge – sve poštujte, bratstvo ljubite, Boga se bojte, kralja častite! (1 Pet 2,13-17)".
Prema papi Benediktu XVI., Adam i Eva mislili su, da je vrhunac slobode i osobnog ostvarenja u neprihvaćanju volje Božje, a Isus je na Maslinskoj gori, ljudsku volju ponovno vratio volji Božjoj. Naravna je volja u Isusu posvema sukladna s Božjom voljom. Isus uči, da čovjek jedino suobličavanjem ljudske volje s božanskom postiže svoju uzvišenost, biva „božanski“. Jedino izlazeći iz sebe, samo u pokoravanju volji Božjoj, ostvaruje se Adamova želja za slobodom.
Teolog Leslie Weatherhead kaže, da Božja volja spada u tri različite kategorije: namjerna, stjecajem okolnosti i konačna. Bog želi da ljudi slijede njegove upute i čine dobro.
Krilatica države Nauru je: "Božja volja prije svega".

## Vanjske poveznice
- Dubravka Rovičanac: VOLJA BOŽJA, Ljudima prijatelj, 4/2012.